# Bradley Creek
Il Bradley Creek è un torrente americano, che scorre nello Stato della California, interamente nella Contea di San Mateo. Il Bradley Creek è diviso in cinque parti superficiali: la prima è di 0,46 km; la seconda di 1,79 km; la terza di 1,29 km; la quarta di 1,03 km; la quinta di 0,17 km. La lunghezza totale del corso d'acqua è dunque di 4,74 km. Termina il proprio corso gettandosi nel Pescadero Creek, a 8,5 metri d'altitudine, circa 3 km prima della foce di quest'ultimo, nell'Oceano Pacifico.